# Mikulov
Mikulov (Duits: Nikolsburg) is een Tsjechische stad in de regio Zuid-Moravië, en maakt deel uit van het district Břeclav. Mikulov telt 7.624 inwoners.
De oude stad ligt op een heuvel met op de top Kasteel Dietrichstein. Op de westelijke helling van de heuvel lag de Joodse wijk.

## Geschiedenis
Mikulov was tot 1945 een plaats met een overwegend protestantse Duitstalige bevolking. Na de Tweede Wereldoorlog werd de Duitstalige bevolking verdreven. Al aan het begin van de 15e eeuw was er een Joodse gemeenschap in de stad. Vanaf het midden van de 16e tot het midden van de 19e eeuw was Mikulov het politiek, cultureel en spiritueel centrum van de Joodse gemeenschap van Moravië. Hier zetelde de opperrabbijn van Moravië. In 1836 was 42% van de bevolking Joods en telde de stad 12 synagogen en Joodse gebedshuizen. Nadat de Joden volledige burgerrechten hadden verkregen in 1848, weken veel Joden uit naar grotere steden met meer economische mogelijkheden. De Joodse gemeenschap verdween tijdens de Tweede Wereldoorlog.

## Bezienswaardigheden
- Kasteel Dietrichstein, grotendeels verwoest in 1945 en na de oorlog heropgebouwd
- Wenceslauskerk (Kostel sv. Václave, 15e eeuw)
- Sint-Annakerk (Kostel sv. Anny, 19e eeuw), kerk met het mausoleum van de familie Dietrichstein
- Bovenste synagoge (Horní Synagoga, 1719-1723)
- Joodse begraafplaats met ongeveer 4.000 grafstenen waarvan de oudste dateert uit 1605

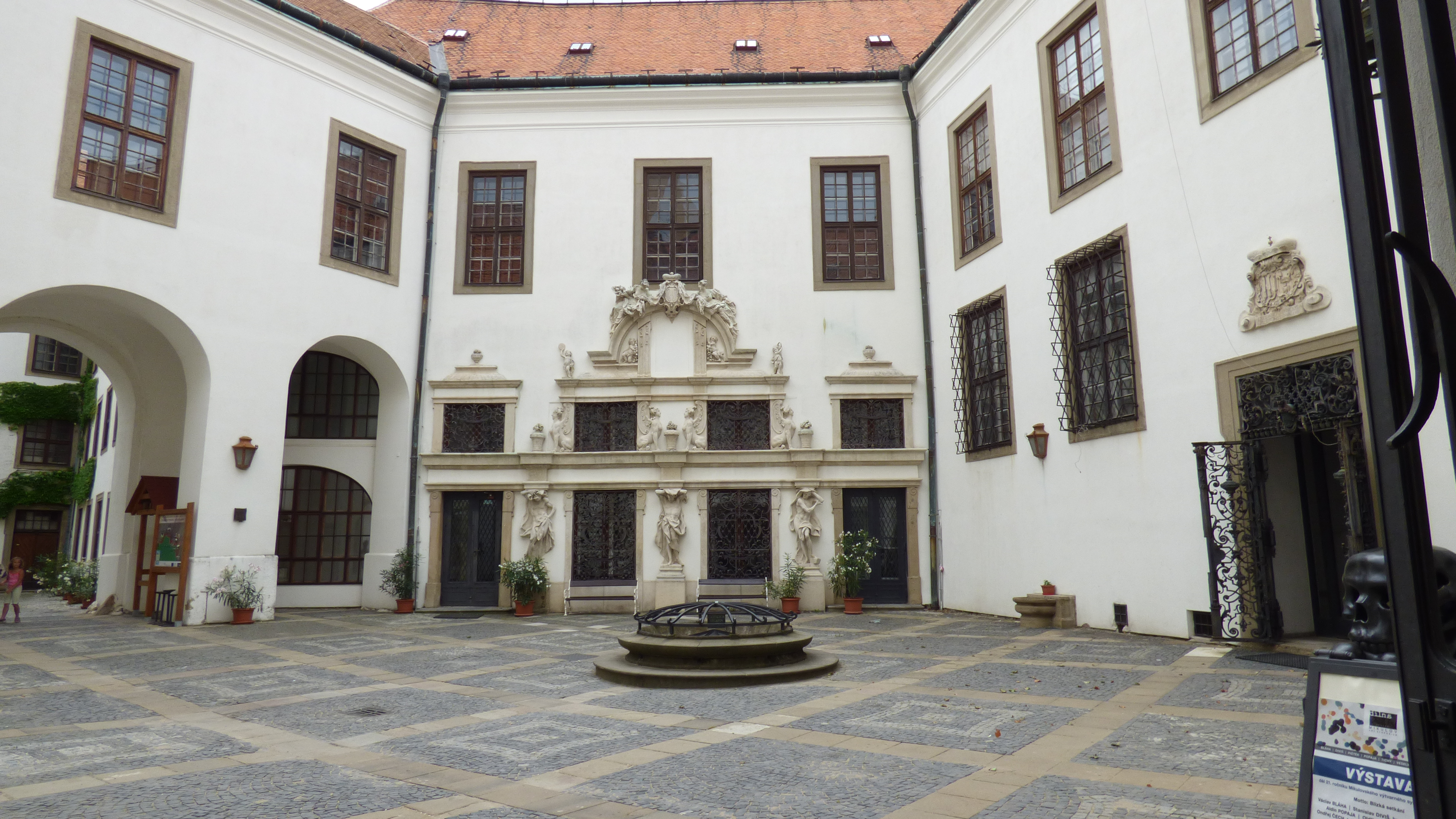
Binnenplaats van Kasteel Dietrichstein
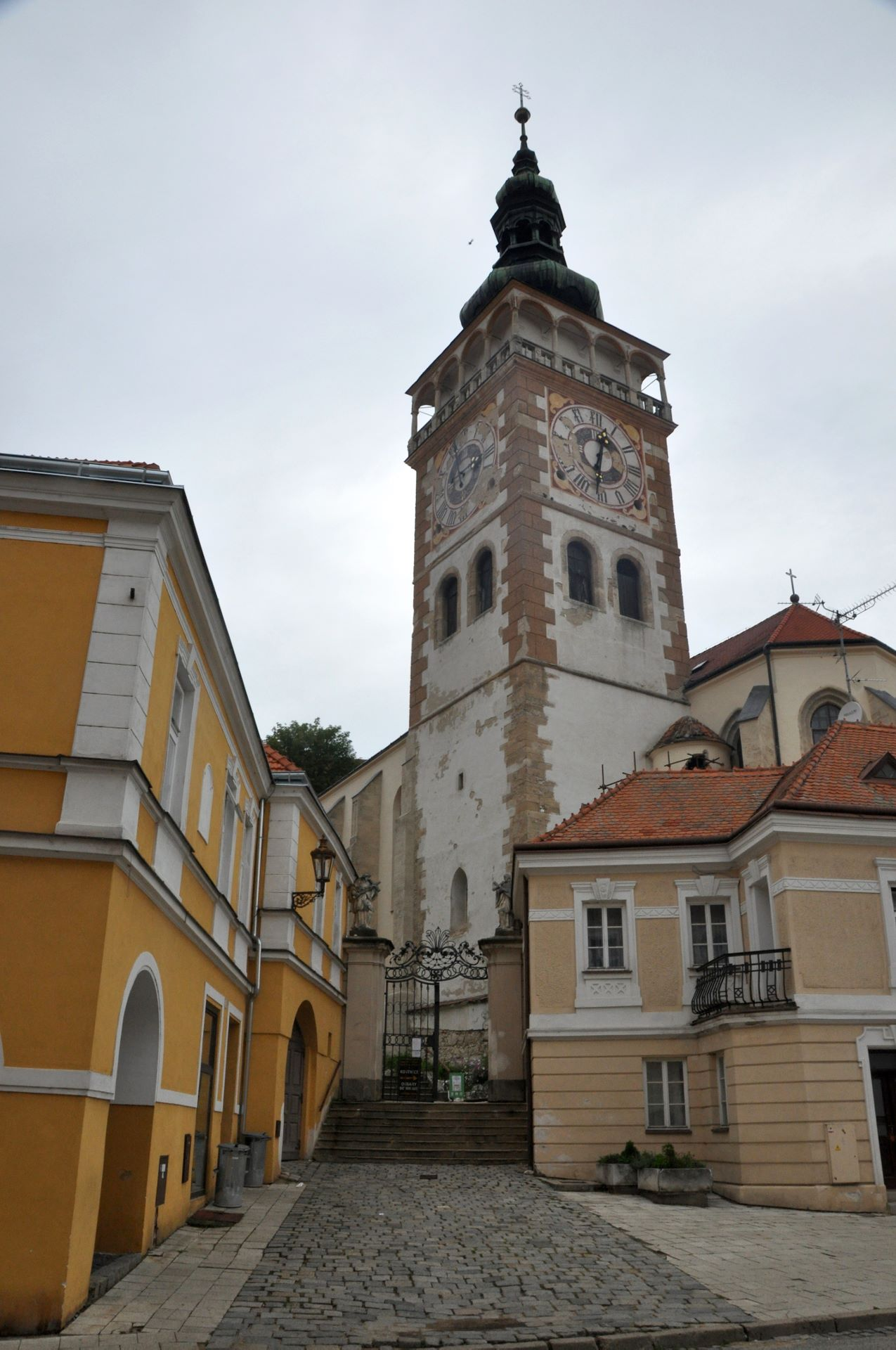
Wenceslauskerk
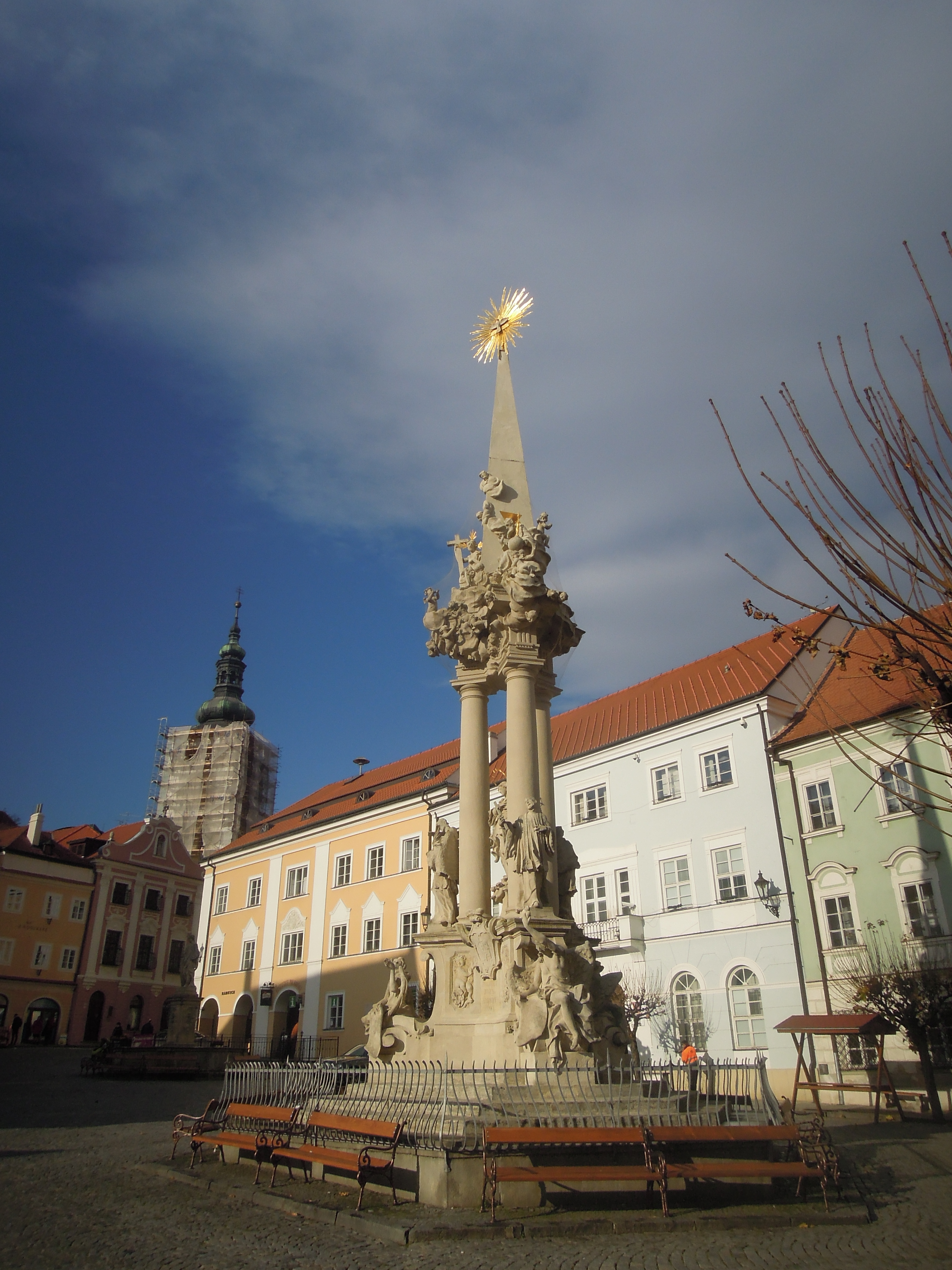
Zuil van de Heilige Drievuldigheid
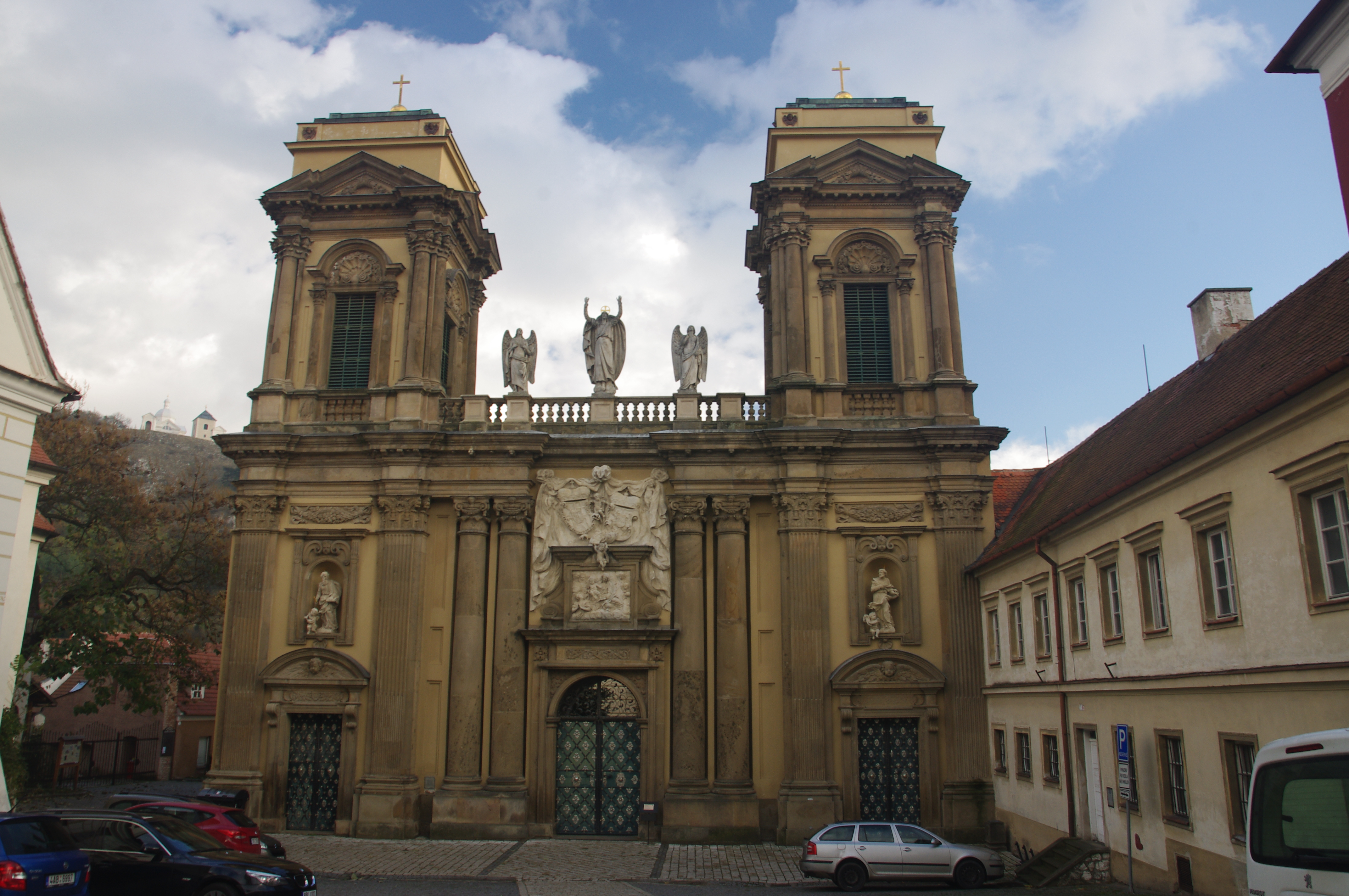
Sint-Annakerk
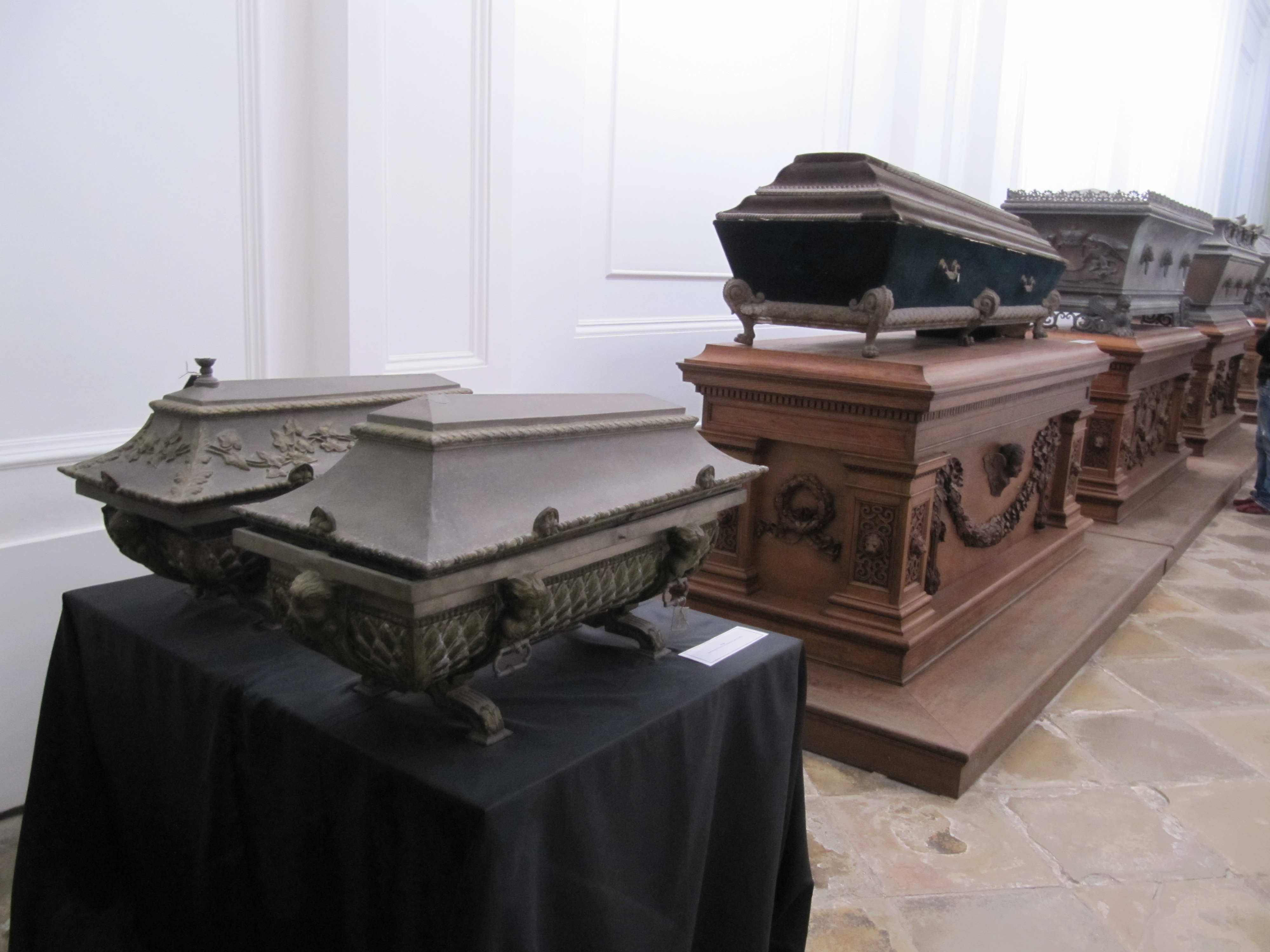
Mausoleum voor de Dietrichsteins
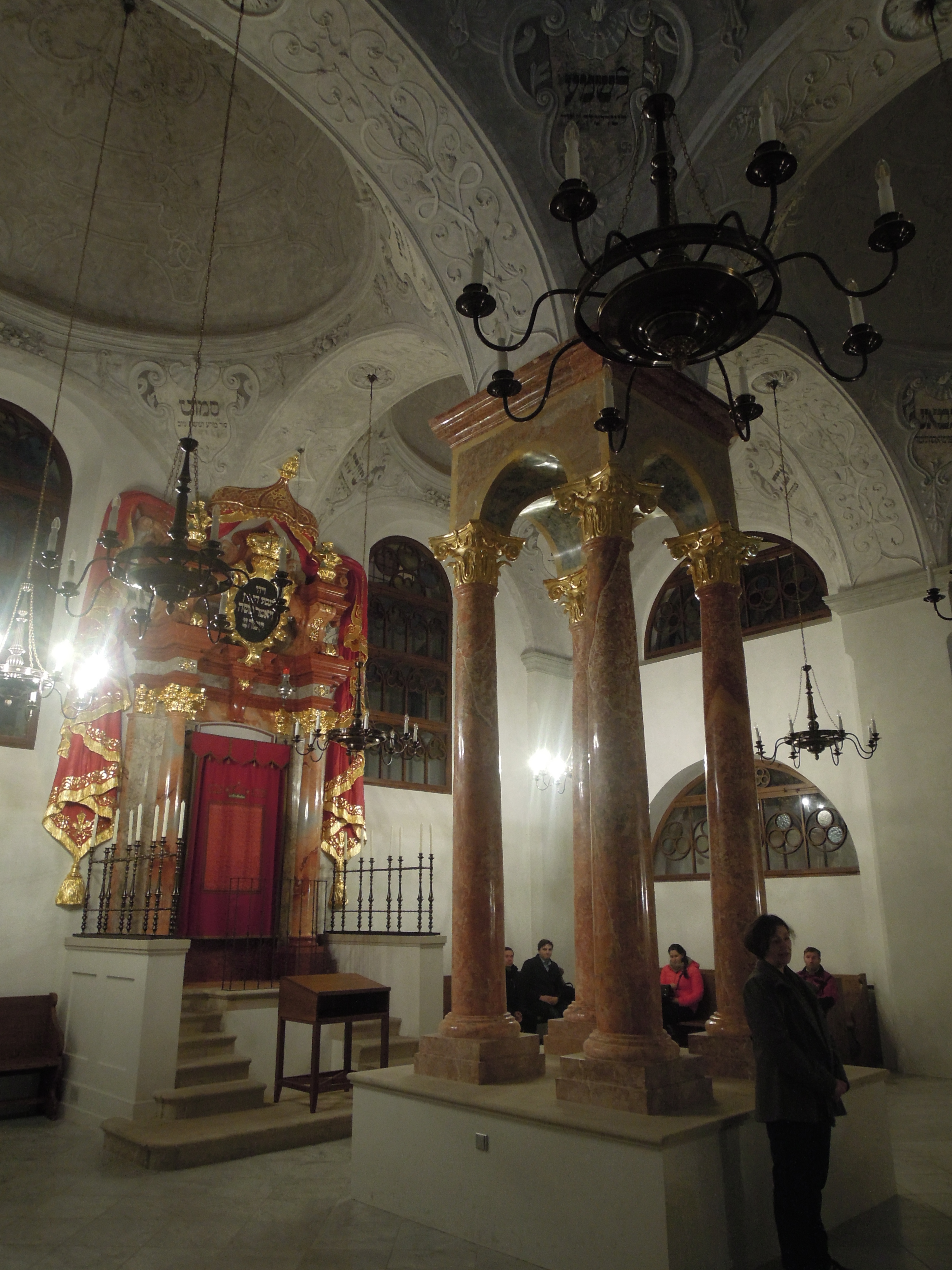
Bovenste synagoge
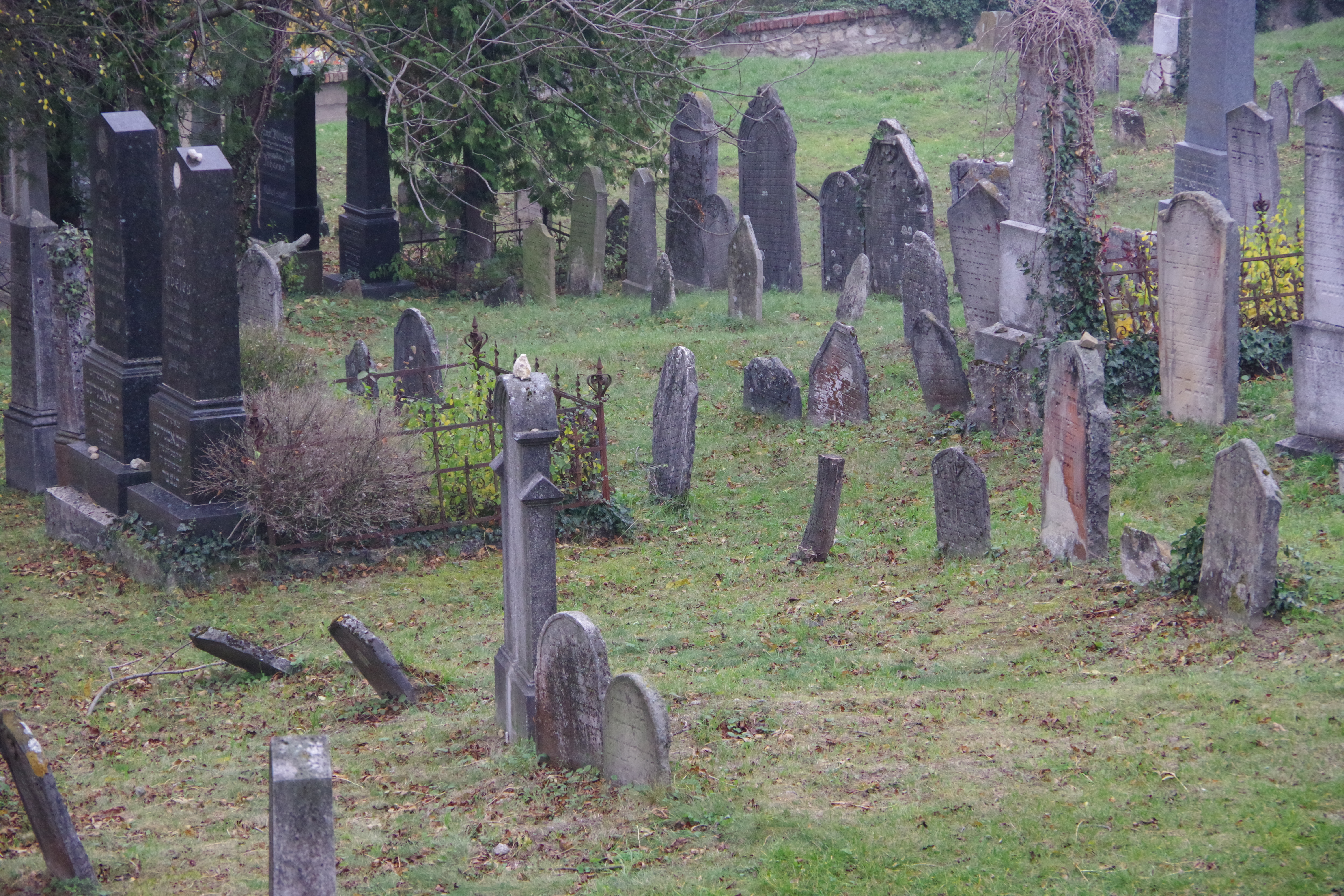
Joodse begraafplaats

## Partnersteden
- Bardejov (Slowakije)

Bavory ·
Boleradice ·
Borkovany ·
Bořetice ·
Brod nad Dyjí ·
Brumovice ·
Břeclav ·
Březí ·
Bulhary ·
Diváky ·
Dobré Pole ·
Dolní Dunajovice ·
Dolní Věstonice ·
Drnholec ·
Hlohovec ·
Horní Bojanovice ·
Horní Věstonice ·
Hrušky ·
Hustopeče ·
Jevišovka ·
Kašnice ·
Klentnice ·
Klobouky u Brna ·
Kobylí ·
Kostice ·
Krumvíř ·
Křepice ·
Kurdějov ·
Ladná ·
Lanžhot ·
Lednice ·
Mikulov ·
Milovice ·
Moravská Nová Ves ·
Moravský Žižkov ·
Morkůvky ·
Němčičky ·
Nikolčice ·
Novosedly ·
Nový Přerov ·
Pavlov ·
Perná ·
Podivín ·
Popice ·
Pouzdřany ·
Přítluky ·
Rakvice ·
Sedlec ·
Starovice ·
Starovičky ·
Strachotín ·
Šakvice ·
Šitbořice ·
Tvrdonice ·
Týnec ·
Uherčice ·
Valtice ·
Velké Bílovice ·
Velké Hostěrádky ·
Velké Němčice ·
Velké Pavlovice ·
Vrbice ·
Zaječí